# Далас (Висконсин)
Далас (енгл. Dallas) град је у америчкој савезној држави Висконсин.

## Демографија
По попису из 2010. године број становника је 409, што је 53 (14,9%) становника више него 2000. године.
| Група             | 2000.       | 2010.       |
| Белци             | 343 (96,3%) | 393 (96,1%) |
| Афроамериканци    | 0 (0,0%)    | 0 (0,0%)    |
| Азијати           | 0 (0,0%)    | 4 (1,0%)    |
| Хиспаноамериканци | 5 (1,4%)    | 8 (2,0%)    |
| Укупно            | 356         | 409         |